# Comtat del Charolais

Escut d'armes dels comtes del Charolais : de gules, lleó daurat amb cap girat, armat (ungles) i llengua d'atzur

El comtat del Charolais o de Charolles fou una jurisdicció feudal de França centrada a la població de Charolles a l'actual departament de Saône-et-Loire a Borgonya.
La comarca no tenia comtes particulars i pertanyia als comtes de Chalon. El territori fou comprat el 1237 per Hug IV, duc de Borgonya, al comte de Chalon, i el va cedir com a senyoria al seu segon fill Joan el 1248. No se sap exactament quan va ser erigit en comtat, però no fou abans del 1270 ni després del 1316

## Primers comtes del Charolais (1237-1391)
- 1248-1267: Joan de Borgonya (1231 † 1267), senyor del Charolais (1248) i senyor de Borbó (1262), fill d'Hug IV de Borgonya (+1272) i de Violant de Dreux (+1248)

casat el 1248 amb Agnès de Borbó (1237 † 1287), senyora de Borbó el 1262
- 1267-1310: Beatriu de Borgonya, I de Charolais (1257 † 1310), senyora de Charolais (1267-1310), senyora de Borbó (1287-1310), filla de l'anterior

casada el 1272 amb Robert de França (1256 † 1317), comte de Clermont, fill de Lluís IX de França el Sant
- 1310-1316: Joan de Clermont (1283 † 1316), II comte de Charolais, fill dels anteriors, casat el 1309 amb Joana d'Argie

- 1316-1364: Beatriu de Clermont, II de Charolais (1310 † 1364), comtessa de Charolais, filla de l'anterior

casada el 1327 amb Joan I († 1373), comte d'Armagnac, de Rodez i de Fézensac
- 1364-1384: Joan III de Charolais (1333 † 1384), comte de Charolais, d'Armanyac, de Rodès i de Fesenzac (Fézensac), fill dels anteriors, casat amb Joana de Perigord

- 1384-1391: Bernat I de Charolais (vers 1360 † 1418), comte de Charolais, d'Armagnac, de Rodès i de Fesensac (1391), conestable de França, fill de l'anterior casat el 1393 amb Bona de Berry (1362 † 1435)

- Després d'heretar els comtats d'Armanyac, Rodès i Fesenzac a la mort del segu germà, va vendre el de Charolais a Felip l'Intrepid, duc de Borgonya.

## Ducs de Borgoyna i comtes de Charolais (1391-1477)
1391-1404: Felip l'Intrepid (1342 † 1404), duc de Borgonya, casat amb Margarita III de Flandès
1404-1410: Joan sense Pour (1371 † 1419), duc de Borgonya i comte Joan IV de Charolais, fill de l'anterior
1410-1433: Felip el Bo (1396 † 1467), duc de Borgonya, fill de l'anterior
Entre 1419 i 1423, Margarida de Baviera, vídua de Joan I de Borgonya sense Por i IV de Charolais, va rebre el comtat en usufructe. Posteriorment, quan va néixer el príncep hereu del ducat, Felip li va cedir el comtat per exercitar-se progressivament en l'administració.
1433-1477: Carles el Temerari (1433 † 1477), duc de Borgonya, fill de l'anterior
En 1477, Lluís XI de França va annexionar el comtat de Charolais a la corona francesa.

## Casa d'Àustria, comtes de Charolais (1493-1684)
El 1493, pel Tractat de Senlis, Carles VIII de França va haver de retornar el comtat a l'hereu de Carles el Temerari, el seu gendre Maximilià d'Habsburg.
- 1493-1499: Maximilià d'Habsburg (1459 † 1519), emperador
- 1499-1506: Felip el Bell (1478 † 1506), rei consort de Castella (fill)
- 1506-1530 : Margarida d'Àustria (1480 † 1530), germana de l'anterior
- 1530-1558: Carles II del Charolais (1500 † 1558), emperador, rei de Castella i de Catalunya i Aragó, rei de Sicília

Als primera anys del segle xvi els reis de França van ocupar diverses vegades el comtat (1507 a 1509, 1521 a 1526, 1536 a 1544, 1551 a 1559 però els Àustries van obtenir la restitució cada vegada (tractat de Madrid 1526, pau de Cambrai 1529, pau de Crespy 1544, i pau de Cateau-Cambrésis 1549).
- 1559-1598: Felip III de Charolais (1527 † 1598), rei de Castella, Catalunya-Aragó i de Portugal, etc., fill de Carles Quint
- 1598-1599: Felip IV de Charolais (1578 † 1621), rei de Castella, Catalunya-Aragó i de Portugal, fill de l'anterior
- 1599-1633: Isabel d'Espanya (1566 † 1633), governadora dels Països Baixos, comtessa de Borgonya, comtessa de Charolais, germana
- 1633-1665: Felip V de Charolais (1605 † 1665), rei de Castella, Catalunya-Aragó i de Portugal, Rei de les Dues Sicílies, sobirà dels Països Baixos, fill de l'anterior

En aquest període els francesos van ocupar altres vegades el Charolais (1635-1668 i 1674-1678) però els fou restituïts oer les paus d'Aix-la-Chapelle o Aquisgrà (1668) i de Nimega (16678)
- 1665-1684: Carles III del Charolais (1661 † 1700), rei de Castella, Catalunya-Aragó i de les Dues Sicílies, fill de l'anterior Felip.

El 1684, a causa dels deutes contrets per Felip IV de Castella, III de Catalunya-Aragó i V de Charolais, envers el Gran Condé, el parlament de París va decretar la confiscació del comtat a favor del creditor.

## Prínceps de Condé comtes de Charolais (1684-1761)
- 1684-1686: Lluís II de Condé i I de Charolais, anomenat el Gran Condé (1621 † 1686), príncep de Condé i altres títols
- 1686-1709: Enric III de Borbó-Condé i I de Charolais (1643 † 1709), príncep de Condé, etc. (fill)

La seva filla Anna-Lluïsa fou coneguda com la "Senyoreta de Charolais"
- 1709-1710: Lluís III de Borbó-Condé i II de Charolais (1668 † 1710), príncep de Condé, etc (fill d'Enric III)

La seva filla Lluïsa Anna I fou coneguda com la "Senyoreta de Charolais"
- 1710-1760: Carles IV de Charolais (1700 † 1760), comte de Charolais (fill de l'anterior)
- 1760-1761: Lluïsa Anna II (1695 † 1765), neboda

- El 1761, Lluïsa Anna II va permutar amb Lluís XV de França el comtat per la senyoria de Palaiseau. En endavant formà part dels dominis de la corona sota Lluís XV (1761-1774) i Lluís XVI (1774-1789)